# Jersbek
Jersbek (niederdeutsch Jersbeek) ist eine Gemeinde im Kreis Stormarn in Schleswig-Holstein.

## Geographie

### Geographische Lage
Das Gemeindegebiet von Jersbek erstreckt sich im Bereich der naturräumlichen Haupteinheit Hamburger Ring (Nr. 695) nordwestlich von Bargteheide.

### Gemeindegliederung
Neben dem namenstiftenden Dorf befinden sich auch die Dörfer Klein Hansdorf und Timmerhorn als weitere Wohnplätze im Gemeindegebiet.

### Nachbargemeinden
Direkt angrenzende Gemeindegebiete von Jersbek sind:
|                                       | Bargfeld-Stegen                             |                          |
| Hamburg (Stadtteil Wohldorf-Ohlstedt) | Kompassrose, die auf Nachbargemeinden zeigt | Elmenhorst               |
|                                       | Ammersbek                                   | Bargteheide, Delingsdorf |

## Geschichte

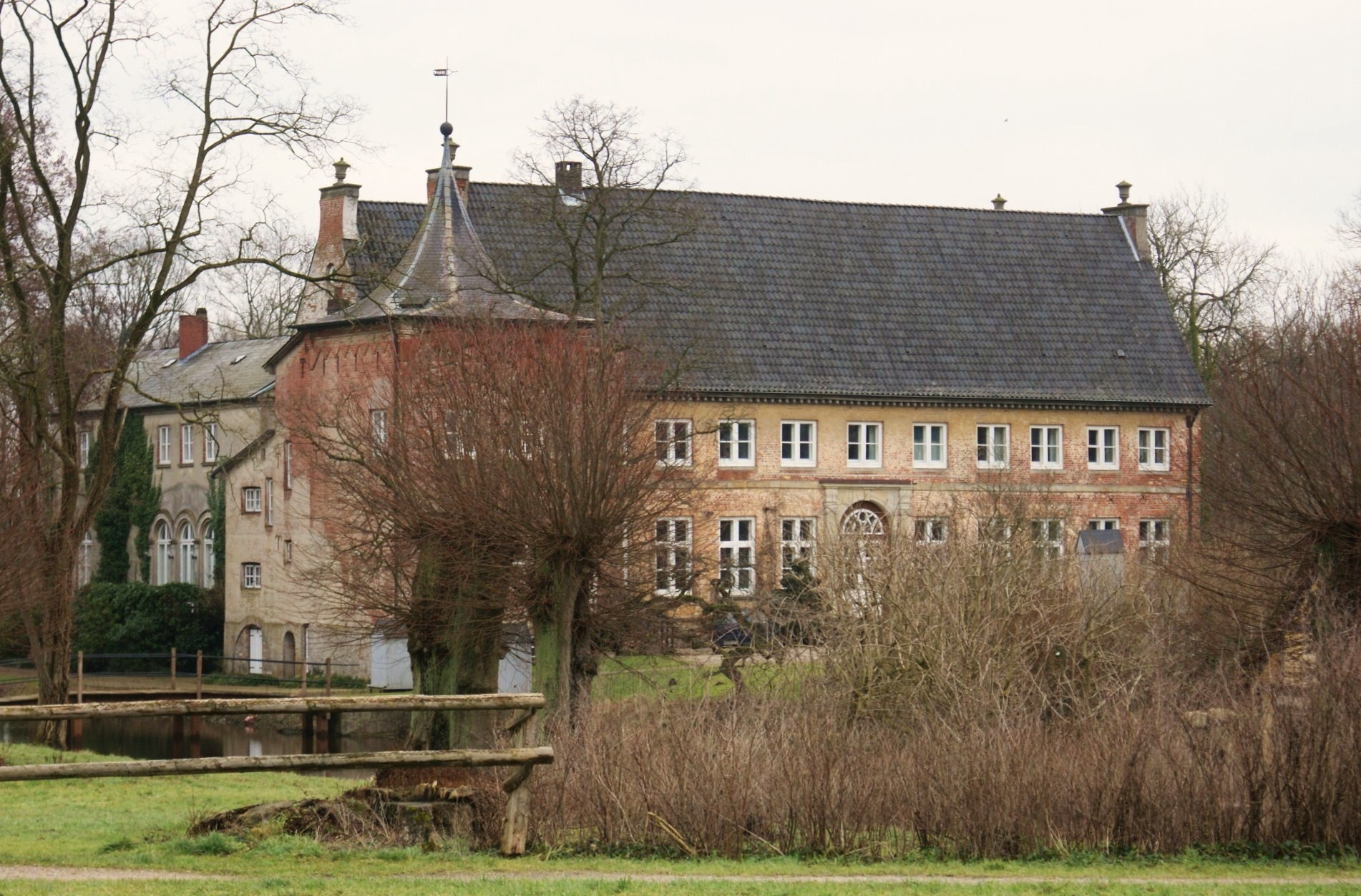
Gut Jersbek

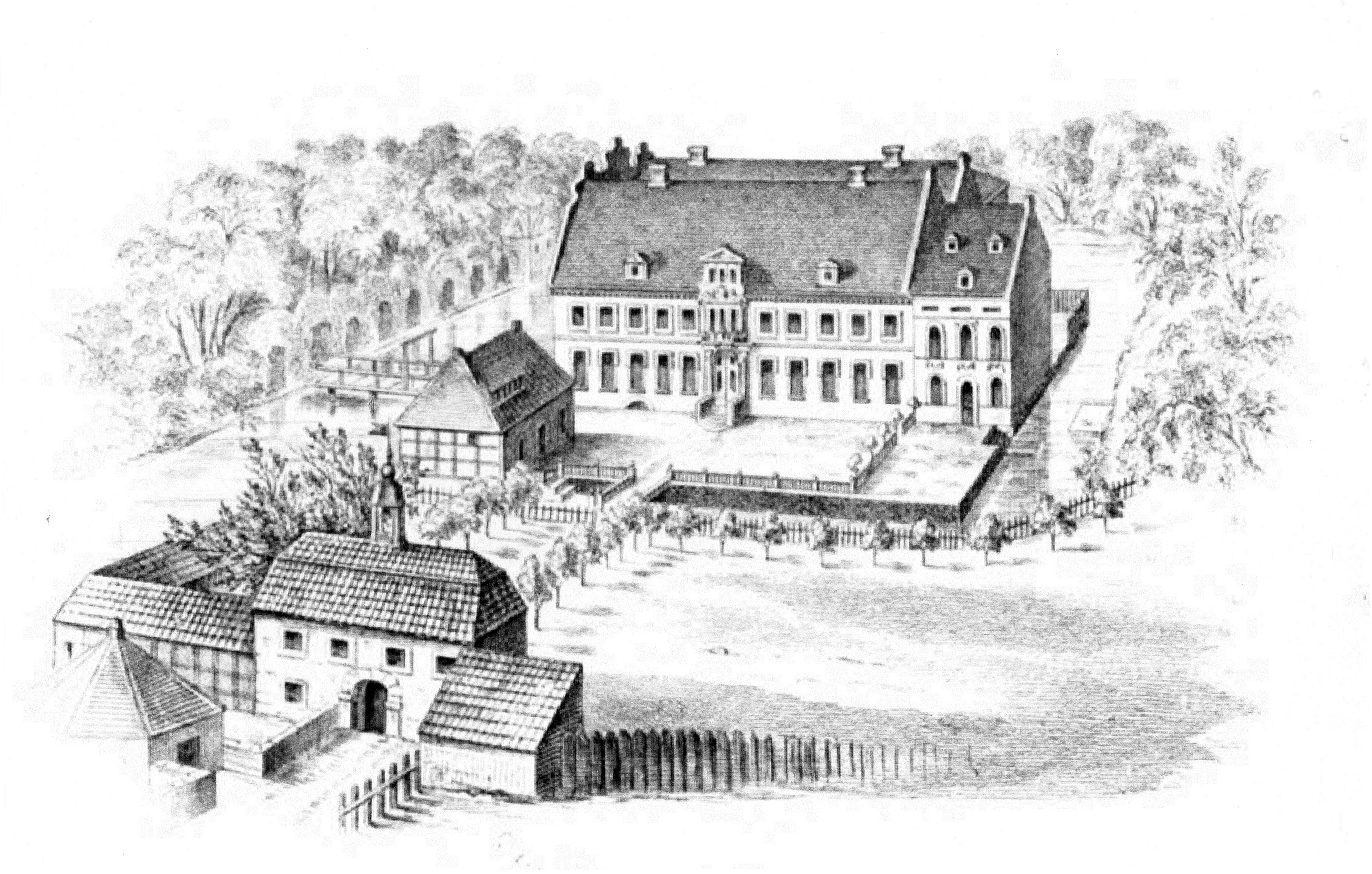
Gut Jersbek um 1747

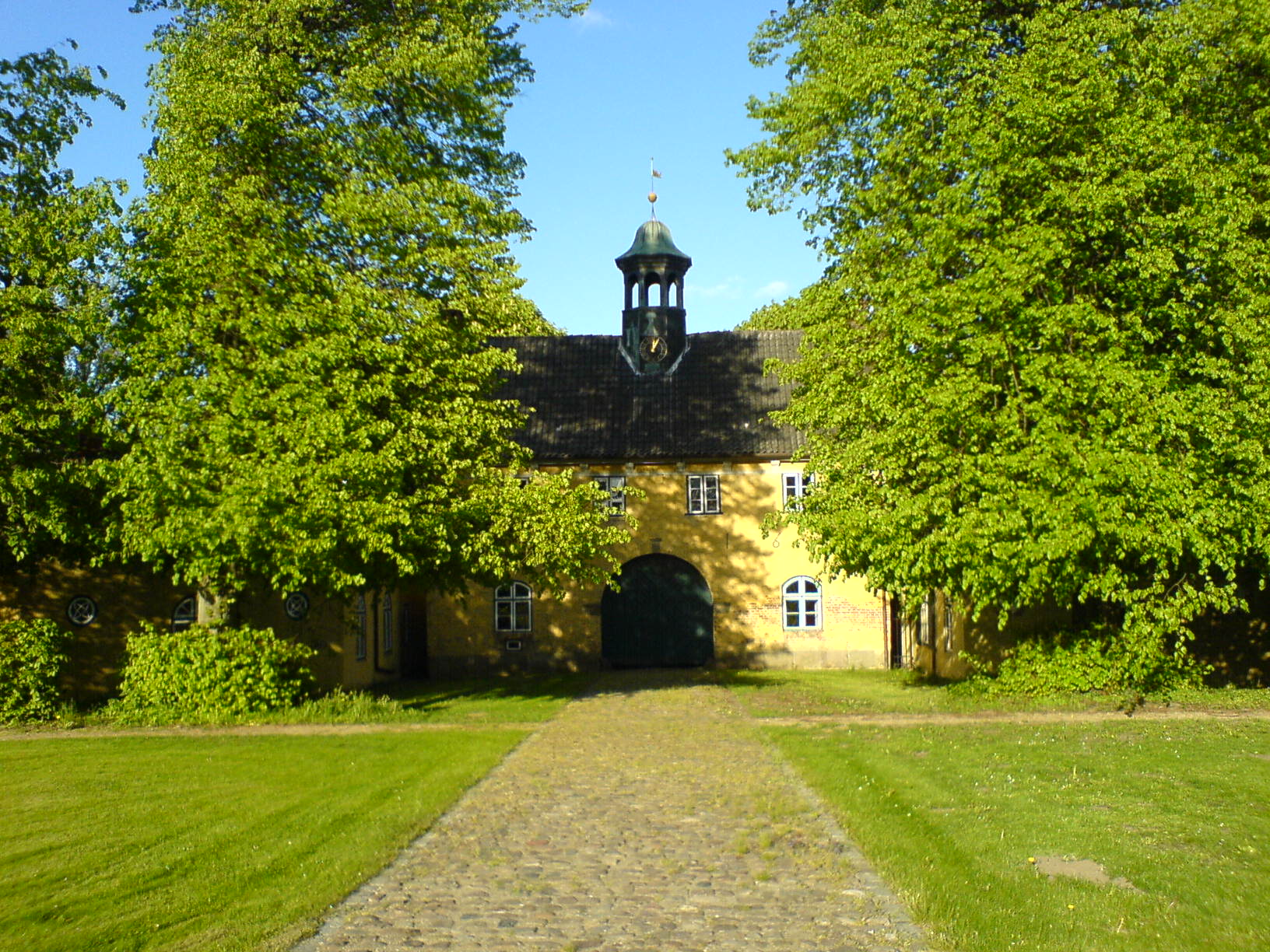
Das Jersbeker Torhaus

Jersbek wurde urkundlich erstmals 1310 als Dorf Yrekesbeke erwähnt. Der Ort ist wegen seiner Gutsanlage mit dem 1620 entstandenen Herrenhaus, dem Torhaus aus dem Jahre 1678 und dem vermutlich in den Jahren 1736/1737 erbauten Eiskeller weit über die Grenzen Stormarns hinaus bekannt.
Im Jahre 1588 wurde das Gut Jersbek durch Erbvertrag von dem Stammgut Borstel abgetrennt und unter Hans von Buchwaldt selbständiges Gut. Das auf einer Insel liegende Renaissance-Herrenhaus ist eine typische Holsteiner Anlage, bestehend aus einem Doppelhaus mit je einem Satteldach, turmartigen Anbau und später angefügten Seitenflügel. Das Torhaus wird von einem Dachreiter bekrönt.
Seine Glanzzeit erlebte das Gut unter Benedikt von Ahlefeldt, der Mitte des 18. Jahrhunderts den Jersbeker Barockgarten im französischen Stil anlegen ließ. Dieser große Park liegt asymmetrisch zum Herrenhaus und gehörte zu den größten Barockgärten Holsteins. Die Anlage war auf ein – nicht erhaltenes – Lusthaus ausgerichtet und ist heute noch in Rudimenten erhalten und für Besucher zugänglich. Mehrreihige Lindenalleen rahmen die ehemaligen Boskette, Teile der Sichtachse sind erhalten und mächtige Heckenspaliere gliedern die einzelnen Abschnitte.
Die heutige Gemeinde Jersbek entstand ab 1781, als der Gutsbesitzer Paschen von Cossel gut 30 Erbpächterfamilien auf seinen parzellierten Hoffeldern ansiedelte.
Paschen von Cossel begann ab 1785 und damit 20 Jahre vor der offiziellen Aufhebung zum 1. Januar 1805, die Leibeigenschaft in den gutsuntergehörigen Dörfern aufzuheben. Nach der Annexion Schleswig-Holsteins durch Preußen 1867 kam Jersbek zum Kreis Stormarn. Mit Einführung der Preußischen Landgemeindeordnung wurde die sogenannte „Parzellistenkommune Jersbek“ 1872 selbständige Landgemeinde und bestand als politische Einheit bis 1932 neben dem Gutsbezirk Jersbek. Dann wurden beide zur Gemeinde Jersbek zusammengelegt.
Klein Hansdorf
Klein Hansdorf (niederdeutsch Lütt Hansdörp) wird 1389 erstmals als „Johanstorpe Parrochie Berchteheyle“ erwähnt. Es gehörte damals zum Gut Tremsbüttel und war als Rundplatzdorf angelegt. Im Jahre 1475 kaufte Johann IV. vom Herzogtum Sachsen-Lauenburg das Dorf und unterstellte es der Vogtei Tremsbüttel. Nach der Reformation und der damit in Holstein verbundenen Verwaltungsreform gehörte Klein Hansdorf zum landesherrlichen Amt Tremsbüttel.
Im Zuge der Verkoppelung 1774 wurden die landwirtschaftlichen Flächen der Dorfgemarkung vermessen und in Koppeln eingeteilt. Nach der Annexion Schleswig-Holsteins durch Preußen kam Klein Hansdorf als nunmehr selbständige Landgemeinde zum neugebildeten Kreis Stormarn. Seit der Einführung der preußischen Kommunalverfassung 1889 gehörte das Dorf zum Amtsbezirk Bargteheide, der 1948 im Amt Bargteheide aufging. In den 1960er Jahren entwickelte Klein Hansdorf sich mehr und mehr von einem reinen Bauerndorf zum Wohngebiet am Hamburger Stadtrand. Bei der Eingemeindung 1978 hatte Klein Hansdorf 241 Einwohner.
 Timmerhorn
Als gutsuntergehöriges Dorf entstand auch Timmerhorn, erstmals erwähnt 1331 mit einer Mühle eines Bünningstedter Hufners auf der Flur „Tymmershorn“. Die Postzustellung zum Hofe nach Ahrensburg oblag einer Hauerstelle. Bis 1988 hat sich die Tradition der Postzustellung in Timmerhorn erhalten. Eine andere Hauerstelle ging als sogenannte „Felsenschmiede“ in die Literatur ein. Hier wurde 1856 der bekannte Heimatdichter Ludwig Frahm geboren.

## Eingemeindungen und Ausgliederungen
Am 1. Januar 1978 wurden Klein Hansdorf und Timmerhorn eingemeindet, gleichzeitig der Ort Hartwigsahl mit damals weniger als 50 Einwohnern an die Nachbargemeinde Bargfeld-Stegen abgetreten.

## Politik

### Gemeinderat
Bei der Kommunalwahl am 14. Mai 2023 wurden insgesamt 13 Sitze vergeben. Von diesen erhielt die Unabhängige Wählergemeinschaft Jersbek sechs Sitze, die Bürger für Jersbek fünf Sitze und die CDU zwei Sitze.

### Bürgermeister
Bürgermeister ist Herbert Sczech (UWG).

### Wappen
Blasonierung: „In Grün das goldene Torhaus des Gutes Jersbek zwischen zwei mit den Halmen überkreuz gestellten, die Rundung des Schildrandes wiederholenden, begrannten goldenen Ähren.“

## Kultur und Sehenswürdigkeiten
Das im Jahre 1620 entstandene Herrenhaus mit dem Torhaus und dem Jersbeker Barockgarten, ist sehr sehenswert. Der berühmte zugehörige Eiskeller, ein restauriertes Kunstdenkmal, wird seit neuestem auch als Ort für Eheschließungen genutzt. Wolfgang Burow, der 1958 seine Lehre als Kupferschmied bei den Hamburger Howaldtswerken begann, wurde als Pensionär von Jersbeks Bürgermeister, Gerd-Wilhelm Nuppenau, am 1. März 1998 zum „Ehrenamtlichen Eiskellerwart“ ernannt. Der auf Anfrage zu besichtigende Eiskeller ist für die heutige, durch Technik und Maschinen geprägte Zeit noch ein Relikt aus der vorindustriellen Epoche.
Die Jersbeker Allee ist eine von Benedikt von Ahlefeldt 1730 angelegte Straße zum Gut Jersbek. Die etwa 730 Meter vor dem Torhaus sind als vierreihige Lindenallee gestaltet. Nördlich schließt sich eine etwa einen Kilometer lange Rosskastanienallee an.
Zwischen dem Torhaus und dem Herrenhaus ließ von Ahlefeldt den Jersbeker Park anlegen, der französischen Vorbildern folgt.
Die Landschaft um die Gemeinde Jersbek mit ihren landwirtschaftlichen Betrieben ist geprägt durch den Jersbeker Forst, die weiten Felder und Wiesen des Gutsbetriebes, die dann in das Naturschutzgebiet Duvenstedter Brook übergehen.
Im Ortsteil Klein Hansdorf liegt der Hansdorfer Brook, der als Brutstätte für Kraniche unter Naturschutz steht.

## Wirtschaft und Infrastruktur
Die 1786 gegründete Schule wurde 1966 geschlossen, sodass der Schulbesuch nur in den Nachbarorten möglich ist.

## Persönlichkeiten
- Doris Lütkens, geb. von Cossel (* 1793 in Jersbek; † 1858 in Hamburg), Malerin und Pädagogin
- Johann Detloff von Cossel (* 1805 in Jersbek; † 1891 in Lübeck), letzter dänischer Amtmann in Ratzeburg
- Ludwig Frahm (* 1856 in Timmerhorn;  † 1936 in Poppenbüttel), Lehrer und niederdeutscher Autor
- Horst Wernecke (1933–2021), Lehrer und niederdeutscher Schriftsteller, aufgewachsen in Jersbek